# Christian Lüring
Christian Lüring (* 8. Februar 1975 in Kiel) ist ein deutscher Orthopäde, Universitätsprofessor und Direktor der Orthopädischen Klinik am Klinikum Dortmund. Seine Schwerpunkte liegen auf den Gebieten der Gelenk- und Tumorchirurgie mit Expertise in der Fuß-, Schulter-, Hüft- und Kniegelenkchirurgie. Insbesondere die Implantation von Knie- und Hüftprothesen und entsprechende Wechseloperationen, aber auch gelenkerhaltende Operationen inklusive Knorpeltransplantationen zählen zu seinen Spezialgebieten. Er beschäftigt sich mit den Gebieten der Endoprothetik des Knie- und Hüftgelenks und der komplexen Revisions-Endoprothetik.

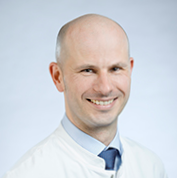
Christian Lüring

## Leben
Von 1996 bis 2001 studierte Lüring Humanmedizin an der Rheinischen Friedrich-Wilhelms Universität zu Bonn, wo er 2001 promoviert wurde. Im Anschluss war er ab 2002 als Assistenzarzt an der orthopädischen Universitätsklinik Regensburg, der unfallchirurgischen Klinik der Medizinischen Hochschule Hannover und am Kreiskrankenhaus Kelheim als Assistenzarzt tätig. 2006 habilitierte sich Lüring zum Thema Weichteilmanagement in der Knieendoprothetik und gehörte damit zu den jüngsten Habilitanden seines Fachgebiets, gleichzeitig erlangte er die Lehrbefugnis für das Fach experimentelle Orthopädie. 2008 bestand er die Facharztprüfung für das Fachgebiet Orthopädie und wurde zum Oberarzt an der orthopädischen Universitätsklinik Regensburg berufen und erweiterte seine Lehrbefugnis auf das Fachgebiet Orthopädie. 2009 fügte er die Zusatzbezeichnung Physikalische Therapie und Balneologie hinzu. 2010 erlangte er die Schwerpunktbezeichnung Orthopädische Rheumatologie und 2013 die Zusatzbezeichnung spezielle Orthopädische Chirurgie. Von 2011 an war er Leitender Oberarzt an der Klinik für Orthopädie des Uniklinikums Aachen der RWTH Aachen. Gleichzeitig habilitierte er sich an die Medizinische Fakultät der RWTH Aachen um, wo er 2012 zum außerplanmäßigen Professor ernannt wurde. 2014 ergänzte er seinen Werdegang durch die Facharztbezeichnung Orthopädie und Unfallchirurgie. Im November 2014 wechselte Lüring an das Klinikum Dortmund und übernahm die Leitung der orthopädischen Klinik. 
Lüring führt die Zusatzbezeichnungen Spezielle orthopädischen Chirurgie, Sportmedizin, Physikalische Therapie und Balneologie und Orthopädische Rheumatologie. Dazu durchlief er im Fachkundebereich eine Ausbildung auf dem Gebiet „Strahlenschutz: Notfall- & Röntgendiagnostik gesamtes Skelett“. Er ist Gutachter für Zeitschriften.

## Forschungsschwerpunkte
- Entwicklung und Evaluation Computer-assistierter und minimalinvasiver Operationstechniken in der Knie- und Hüftendoprothetik
- Knorpelreparationsverfahren am Knie-, Schulter-, Hüft- und Sprunggelenk
- Individualisierte Implantate in der Knie- und Hüftchirurgie

## Mitgliedschaften
- Deutsche Gesellschaft für Orthopädie und Orthopädische Chirurgie
- Deutsche Gesellschaft für Unfallchirurgie
- Deutsche Gesellschaft für Orthopädie und Unfallchirurgie
- Verband der Norddeutschen Orthopäden (NOUV)
- Deutsche Assoziation für Fuß und Sprunggelenk e.V. (DAF)
- Arbeitsgemeinschaft für Endoprothetik (AE)

## Preise
- 2007: Südafrika Fellowship der DGOOC
- 2006: Shoulder Fellowship der AGA
- 2009: Sieger Hochschulwettbewerb; Wissenschaftsjahr 2009, Bundesministerium für Bildung und Forschung
- 2011: Themistocles Gluck Preis der DGOOC

## Publikationen

### Bücher
- Christian Lüring: Künstliche Hüftgelenke: Wege aus dem Schmerz. Steinkopff-Verlag Heidelberg, 2009 ISBN 978-3-7985-1892-6.
- Christian Lüring: bikondylärer Oberflächenersatz Kniegelenk: Springer Verlag, 2016. ISBN 978-3-662-49146-1.
- Christian Lüring: Zementfreie Hüftendoprothese: lateraler Zugang nach Bauer; Springer Verlag. ISBN 978-3-662-53297-3.
- Christian Lüring, M. Tingart (Hg.). Operative Zugangswege in Orthopädie und Unfallchirurgie. Springer Verlag, Berlin, 2015. ISBN 978-3-642-38264-2.

### Fachartikel
Lüring ist an mehr als 100 wissenschaftlichen Publikationen beteiligt.